# Лани (Вінницький район)
Лани́ — село в Україні, у Лука-Мелешківській сільській громаді Вінницького району Вінницької області. Населення становить 76 осіб. До XX століття — село Юрківці.
Через населений пункт проходить маршрут «Camino Podolico» — це подільський шлях святого Якова, який поєднує міста: Вінниця, Бар та Кам'янець-Подільський.

## Населення

### Мова
Розподіл населення за рідною мовою за даними перепису 2001 року:
| Мова       | Кількість | Відсоток |
| ---------- | --------- | -------- |
| українська | 76        | 100%     |

## Галерея

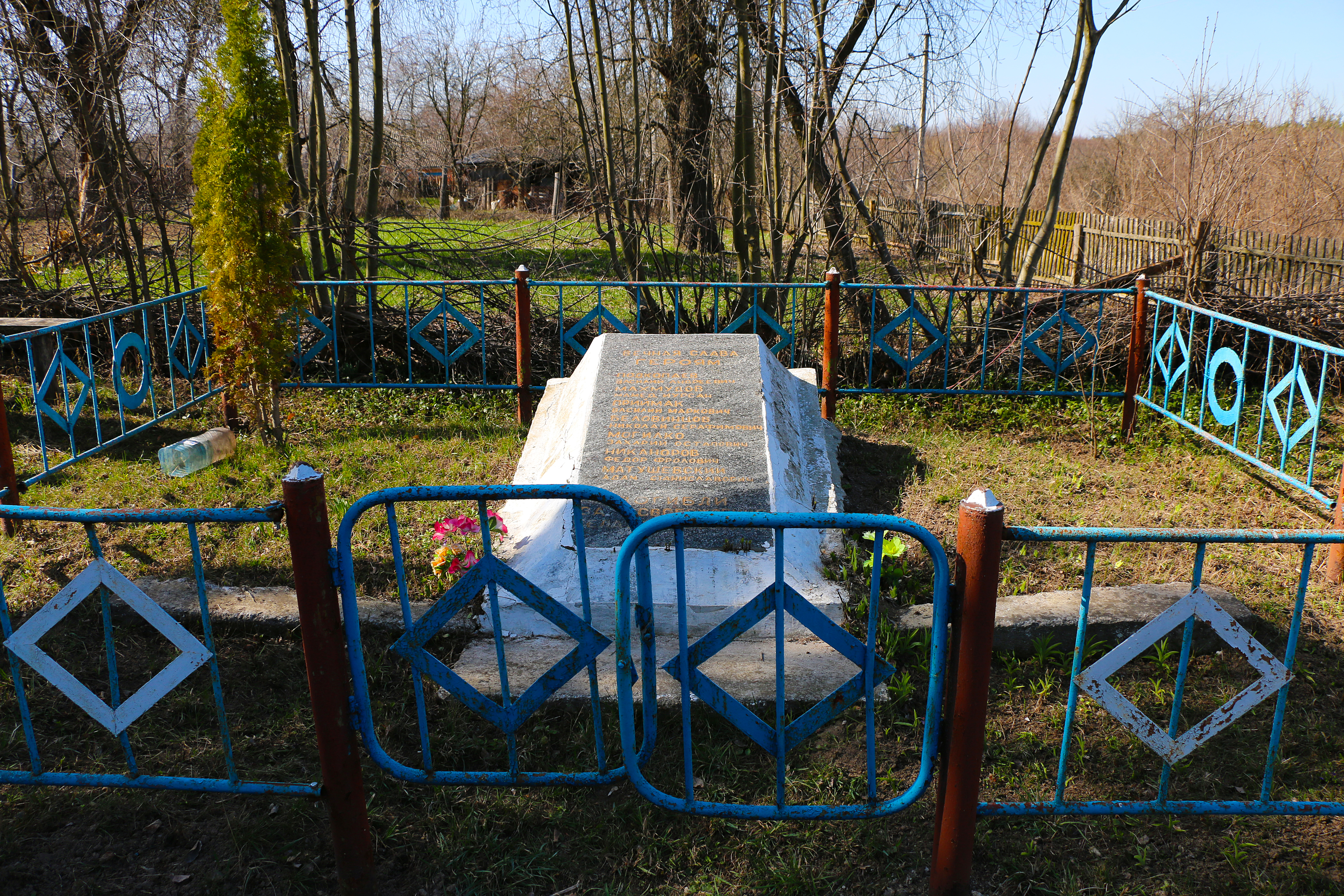
Братська могила радянських воїнів загиблих при звільненні села